# إنهاء خدمات الموظف
إنهاء خدمات الموظف تصف عملية الانفصال عندما يغادر الموظف الشركة. قد تنطوي عملية إنهاء خدمات الموظف على نقل تدريجي للمعرفة من الموظف المغادر إلى موظف جديد أو قائم وإجراء مقابلة خروج وإعادة أي ممتلكات تابعة للشركة وعمليات مختلفة من وظائف الموارد البشرية وتكنولوجيا المعلومات والقانون في الشركة.

## الغرض
يمكن للموظف أن يترك الشركة عن طريق الاستقالة أو إنهاء العقد أو تسريح العمالة أو التقاعد أو لأسباب أخرى. عند حدوث ذلك تواجه الشركة عدة مخاطر. قد تشمل هذه المخاطر المشاريع غير المكتملة أو فقدان التواصل مع العملاء أو مخاطر الأمان أو مخاطر الامتثال أو أي عوامل أخرى. يتم تصميم عملية إنهاء خدمات الموظف عموما للتخفيف من المخاطر والخسائر المحتملة في عملية الانفصال.
يشمل إنهاء خدمات الموظف في كثير من الأحيان جمع الملاحظات من الموظف المغادر حول تجربته في المنظمة وتحسينات محتملة لثقافتها. يُعتبر ذلك المرحلة النهائية من دورة حياة الموظف بما في ذلك التوظيف والاستقبال والتطوير والاحتفاظ والخروج أو إنهاء الخدمة.

## الخطوات وسير العمل
تتكون عملية إنهاء خدمات الموظف من عدة خطوات وسير عمل. قد تشمل هذه الخطوات:
- توثيق إجراءات التشغيل القياسية ونقل المعرفة بما في ذلك قوائم الاتصال ومواقع الملفات والسجلات وتقارير الحالة حول المشاريع والمهام الجارية.
- إزالة البرامج الحاسوبية.
- إنهاء تسجيل الدخول و/أو الحسابات مثل حسابات البنوك والهواتف وعناوين البريد الإلكتروني مع إعادة التوجيه إلى طرف مسؤول جديد.
- استرداد الأصول مثل أجهزة الكمبيوتر والأجهزة الأخرى.
- استكمال الأوراق الرسمية مثل اتفاقيات عدم الإفصاح وفوائد الصحة والتقاعد واتفاقيات عدم المنافسة والوثائق الضريبية والتعويضات المستحقة وأي وثائق مطلوبة للامتثال ولا سيما في الصناعات المنظمة.
- إزالة من موقع الشركة على الويب وملفات التواصل الاجتماعي والرسوم البيانية التنظيمية والمنشورات النشطة الأخرى.
- استعادة أو تدمير العناصر الحساسة والأمان مثل بطاقات الهوية وعلامات وقوف السيارات والزي الرسمي وبطاقات الدخول أو المفاتيح.
- إجراء مقابلات الخروج التي قد تتتضمن استبيانات واستطلاعات بالإضافة إلى مراجعة المعلومات التي تم جمعها من جانب أصحاب المصلحة في الشركة ويمكن أن يتم ذلك بفعالية من خلال منصة نظام إدارة التعلم.

## أفضل الممارسات
يشمل إنهاء خدمات الموظف العديد من أفضل الممارسات. يجب أن يكون تجربة إيجابية للموظف والشركة. ينبغي أن يتضمن ذلك الاعتراف رسميا بوقت الموظف في الشركة والقيمة التي أضافها. يجب أيضا أن يكون وقتا يجمع فيه الشركات ملاحظات قيمة حول تحسين تجربة الموظف العامة والثقافة ونقل المعرفة بشكل كامل وفعال. إنه من الممارسة الشائعة تسهيل نقل المعرفة عن طريق جعل الوثائق جزءا مستمرا من تجربة كل موظف منذ الانضمام إلى الشركة وحتى يغادرها. ويشمل ذلك إنشاء وتحديث إجراءات التشغيل القياسية بشكل مستمر. يتيح إنهاء العقد بأفضل شروط ممكنة إمكانية الاتصال المستمر. يمكن أن يكون ذلك مفيدا للموظف الذي قد يحتاج إلى إحالات للتوظيف المستقبلي أو نسخ من الوثائق. كما يمكن أن يكون مفيدا للشركة عندما لا يتم نقل المعرفة بشكل كامل ويكون هناك حاجة للمتابعة.
يساهم وجود وثائق عند إنهاء خدمات الموظف في تقليل المشكلات المحتملة. بالإضافة إلى إجراءات التشغيل القياسية الحالية يجب أن يطلب صاحب العمل ويتلقى رسالة استقالة رسمية. يجب أيضا على صاحب العمل أن يقدم وثائق للموظف مثل سجل فوائد ووثائق ضريبية وشيك نهائي وسجل نهائي للدخل المكتسب.
يجب إعلام مسؤولي إدارة الشبكات ومديري الموارد البشرية ومديري الإدارات وآخرين مسؤولين عن جوانب مختلفة من عملية إنهاء الخدمة مع تحديد الخطوات التالية بوضوح. قد تشمل هذه إغلاق الحسابات وتغييرات تسجيل الدخول وتدابير أمان أخرى. يجب نقل الوثائق المخزنة محليا أو على السحابة إلى أصحاب المصلحة الجدد.
في مقابلة الخروج يجب توثيق وتسجيل أسباب إنهاء العقد بوضوح ودقة للاستخدام المستقبلي. إذا غادر الموظف بشروط جيدة فيجب أن يتم توضيح أن هناك إمكانية عودته في المستقبل.